# Hanzedag (moderne tijd)

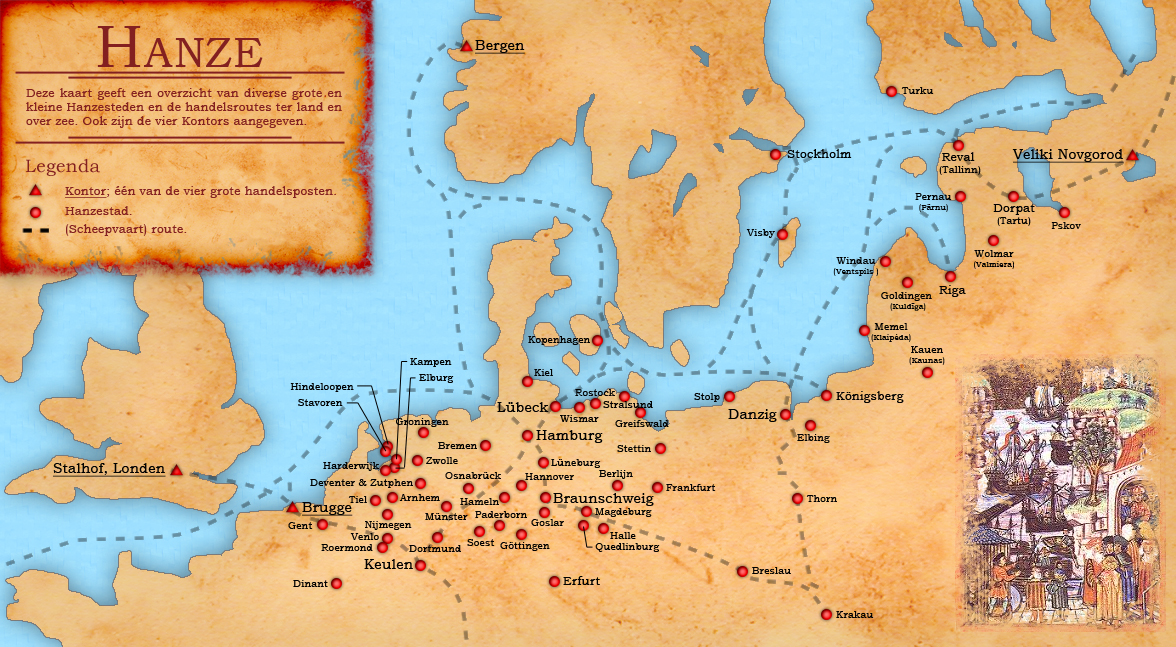
Het gebied van de Hanze

Hanzedagen zijn bijeenkomsten van Hanzesteden. Ieder jaar organiseert een van de steden een ontvangst waarbij alle andere Hanzesteden welkom zijn om onder andere elkaar te ontmoeten, hun steden wederzijds te promoten en overleg te voeren. In 2017 was Kampen van 15 tot en met 18 juni de gastheer van de Hanzedagen. Deze Hanzedagen hebben naar schatting 225.000 bezoekers getrokken.

## Doelstelling
De steden die vroeger tot het los-vaste verbond van handelssteden (de Hanze) behoorden stichtten in 1980 in de Nederlandse plaats Zwolle de Nieuwe Hanze, wat sindsdien de grootste vrijwillige bond van partnersteden ter wereld is.
De Hanzedagen van de huidige tijd dienen om de idee van de internationale Hanze levendig te houden, het zelfbewustzijn van de Europese steden te ontwikkelen en de onderlinge samenwerking te bevorderen. Sinds 1990 is er bijzondere aandacht voor Hanzesteden die vroeger tot het Oostblok behoorden.

## Project voor Novgorod
Tijdens de Hanzedagen in 1994 in Stade in Duitsland besloten de op dat moment rond honderd steden uit tien verschillende landen (Estland, Finland, Letland, Litouwen, Nederland, Noorwegen, Zweden, Polen, Rusland en Duitsland) als gemeenschappelijk project uit solidariteit de St. Nikolaas-kathedraal in de hanzehof van Novgorod te restaureren. De coördinatie van deze actie wordt verzorgd door de steden Visby in Zweden en Bergen in Noorwegen. De restauratie begon in 1994 en er is in ongeveer 750.000 euro voor dit project benodigd.

## Overzicht van Hanzedagen
Hanzedagen en thema's:
| Jaar | Stad                        | Land               | Thema                                                                           |
| ---- | --------------------------- | ------------------ | ------------------------------------------------------------------------------- |
| 2031 | Harderwijk                  | Nederland          |                                                                                 |
| 2030 | Zwolle                      | Nederland          |                                                                                 |
| 2029 | Wismar                      | Duitsland          |                                                                                 |
| 2028 | Stralsund                   | Duitsland          |                                                                                 |
| 2027 | Braunschweig                | Duitsland          |                                                                                 |
| 2026 | Stargard                    | Polen              |                                                                                 |
| 2025 | Visby                       | Zweden             |                                                                                 |
| 2024 | Gdańsk                      | Polen              |                                                                                 |
| 2023 | Toruń                       | Polen              |                                                                                 |
| 2022 | Neuss                       | Duitsland          | Im Fluss der Zeit                                                               |
| 2021 | Riga                        | Letland            | Sailing through the centuries                                                   |
| 2020 | Brilon                      | Duitsland          | Hanse.Heimat.Handgemacht                                                        |
| 2019 | Pskov                       | Rusland            | Traditions & Moderity                                                           |
| 2018 | Rostock                     | Duitsland          | Easy trade!                                                                     |
| 2017 | Kampen                      | Nederland          | Water verbindt!                                                                 |
| 2016 | Bergen                      | Noorwegen          | Verleden is toekomst!                                                           |
| 2015 | Viljandi                    | Estland            | Geschapen, om te scheppen!                                                      |
| 2014 | Lübeck                      | Duitsland          | Lübeck opnieuw ontmoet!                                                         |
| 2013 | Herford                     | Duitsland          | Welkom Europa!                                                                  |
| 2012 | Lüneburg                    | Duitsland          | Verbindingen leven                                                              |
| 2011 | Kaunas                      | Litouwen           | Herinneren, Beleven, Trots zijn                                                 |
| 2010 | Pärnu                       | Estland            | Onze toekomst vandaag opnieuw uitvinden                                         |
| 2009 | Novgorod                    | Rusland            | De grenzen verleggen                                                            |
| 2008 | Salzwedel                   | Duitsland          | Toekomst ontmoet verleden                                                       |
| 2007 | Lippstadt                   | Duitsland          | Met elkaar handelen                                                             |
| 2006 | Osnabrück                   | Duitsland          | Europa in Osnabrück                                                             |
| 2005 | Tartu                       | Estland            | Groot Middeleeuws feest                                                         |
| 2004 | Turku                       | Finland            | Vitaliteit door samenwerking                                                    |
| 2003 | Frankfurt (Oder) en Słubice | Duitsland en Polen | Samen naar Europa                                                               |
| 2002 | Brugge                      | België             | Een privilege voor allen                                                        |
| 2001 | Riga                        | Letland            | Lebendige Geschichte – lebendiger Geist                                         |
| 2000 | Zwolle                      | Nederland          | Bruggen bouwen naar de toekomst – internationale kennis- en cultuuruitwisseling |
| 1999 | Oldenzaal                   | Nederland          | Op de drempel van de nieuwe eeuw                                                |
| 1998 | Visby                       | Zweden             | Met de Hanze naar de toekomst                                                   |
| 1997 | Gdańsk                      | Polen              | Hanze investeert in de Hanzesteden                                              |
| 1996 | Bergen                      | Noorwegen          | De zee verbindt ons                                                             |
| 1995 | Soest                       | Duitsland          | Nieuwe Hanze: basis voor begrip, welstand en vrede                              |
| 1994 | Stade                       | Duitsland          | Vrijheid door stadslucht                                                        |
| 1993 | Münster                     | Duitsland          | Steden en opbouw van Europa                                                     |
| 1992 | Tallinn                     | Estland            | Renaissance van de Hanzehandel                                                  |
| 1991 | Wesel                       | Duitsland          | Hanze – Verbond zonder grenzen                                                  |
| 1990 | Deventer, en Zutphen        | Nederland          | Communicatie tussen zakenwereld en steden                                       |
| 1989 | Hamburg                     | Duitsland          | Europese binnenmarkt                                                            |
| 1988 | Keulen                      | Duitsland          | Toerisme                                                                        |
| 1987 | Kalmar                      | Zweden             | Milieu                                                                          |
| 1986 | Duisburg                    | Duitsland          | Stedenpartnerschappen                                                           |
| 1985 | Braunschweig                | Duitsland          | Cultuur, wetenschap, technologie                                                |
| 1984 | Neuss                       | Duitsland          | Economische ontwikkeling van de steden                                          |
| 1983 | Lübeck                      | Duitsland          | Historisch Centrum                                                              |
| 1982 | Dortmund                    | Duitsland          | 1100 Jaar Dortmund – Dortmund en de Hanze                                       |
| 1980 | Zwolle                      | Nederland          | Oprichtingsbijeenkomst van de Nieuwe Hanze                                      |